# Gymnocalycium neuhuberi
Gymnocalycium neuhuberi là một loài thực vật có hoa trong họ Cactaceae. Loài này được H.Till & W.Till mô tả khoa học đầu tiên năm 1992.

## Hình ảnh

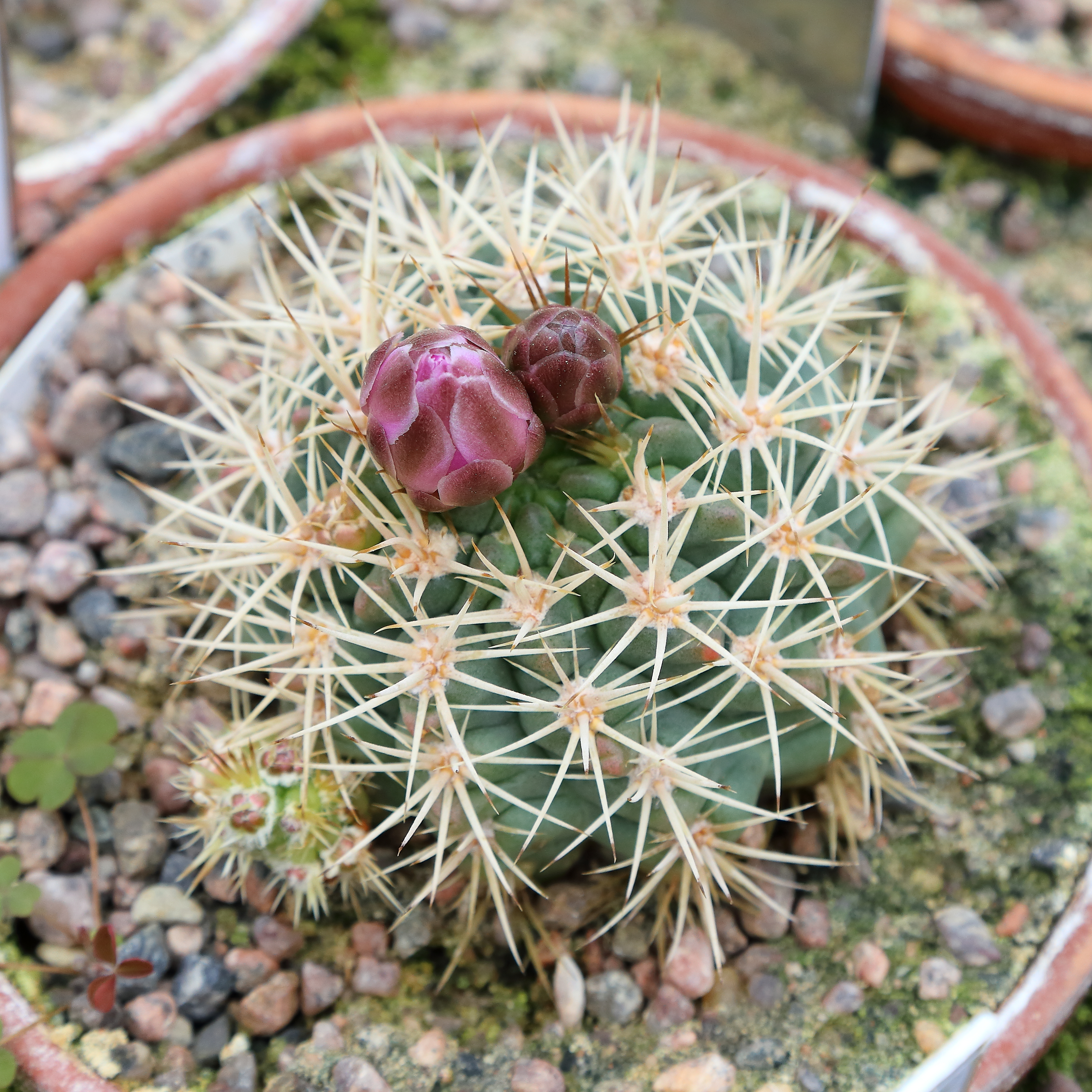